# I racconti delle cacciatrici
I Racconti delle Cacciatrici è un volume di fumetti incentrati sulle imprese di Cacciatrici di vampiri del passato e del futuro.
Il volume, inserito nel Buffyverse, è stato scritto da Joss Whedon (autore di tre degli otto racconti) in collaborazione con altri scrittori quali David Fury e Jane Espenson, che lo hanno affiancato spesso anche nelle sceneggiature del telefilm, Amber Benson (attrice che nella serie interpreta il ruolo di Tara Maclay) e altri noti scrittori e disegnatori.
Le otto mini storie componenti questo volume sono ordinate cronologicamente e spaziano dalla Cacciatrice Primordiale della preistoria (apparsa anche nella quarta e quinta stagione del telefilm) a Melaka Fray, la Cacciatrice del futuro a cui Whedon ha dedicato una trilogia di fumetti apposita. Tema dominante delle storie è la constatazione delle varie Cacciatrici di essere sole e destinate a combattere il male.
Ad ulteriore completamento di questa serie sono stati successivamente pubblicati dalla Dark Horse Comics anche un fumetto one-shot dal titolo I racconti delle cacciatrici: La bottiglia rotta del Djinn, in cui protagoniste sono stavolta Buffy e Willow, ed una serie di brevi racconti in prosa racchiusi in quattro volumi di romanzi editi dalla Pocket Books e denominati a loro volta Tales of the Slayer (ancora totalmente inediti in Italia).
Benché non contenga episodi in cui compare in prima persona Buffy, il volume è considerato come "canonico" (cioè inserito nella continuity della trama del telefilm) e fa parte della collana che la Dark Horse ha dedicato alla Cacciatrice.
Il volume è stato pubblicato in Italia una prima volta nel 2005 dalla casa editrice Free Books e poi inglobato assieme al fumetto one-shot del Djinn, al volume I racconti dei vampiri e ad altre rarità inedite dalla Edizioni BD in una nuova raccolta denominata I Miti nel 2012.

## Storie

### Prologo
- Testi: Joss Whedon
- Disegni: Leinil Francis Yu
- Chine: Dexter Vines
- Colori: Dave Stewart

La Cacciatrice primordiale uccide l'ennesimo vampiro mentre sta riflettendo sul fatto di sentirsi sola. La sua riflessione viene interrotta da una ragazza che le consegna del cibo donatole come ringraziamento dagli anziani del villaggio che ha liberato ma che non gradiscono la sua presenza. La ragazza le narra di come è stata creata (fusa con un demone dagli uomini ombra) e di come, alla sua morte, un'altra prenderà il suo posto e conserverà i suoi ricordi.
- Curiosità : i ricordi delle Cacciatrici precedenti sono la base della Buffy vista nel film del 1992 ma non compaiono mai in quella del telefilm.

### Virtuosa
- Testi: Joss Whedon
- Disegni: Tim Sale
- Colori: Lee Loughridge

Un Osservatore vissuto in una cittadina del medioevo racconta la storia della sua bionda Cacciatrice che sconfigge un potente vampiro chiamato San Giusto ma che per questo attira la paura della gente che l'accusa di essere una strega bruciandola senza che lui possa aiutarla.
Questo fatto lo sconvolge e lui stesso apre le porte della città ai vampiri tornati in cerca di vendetta.

### L'innocente
- Testi: Amber Benson
- Disegni: Ted Naifeh
- Colori: Dave Stewart

Durante la Rivoluzione francese la Cacciatrice è inviata dal suo Osservatore ad uccidere un vampiro aristocratico ma dopo averlo impalettato scatenando il pianto dei figli scopre che si trattava solo di un nobile umano odiato dal suo Osservatore come lo erano tutti i nobili del periodo. Dopo aver accusato il suo Osservatore di averla trasformata in una assassina a sangue freddo, la Cacciatrice fugge pensando a come il male riesca sempre a manifestarsi in qualunque modo.

### Congettura
- Testi: Jane Espenson
- Disegni: P.Craig Russell
- Colori: Lovern Kindziers

In un castello del Somersetshire, nell'Inghilterra del 1813, una giovane e triste Lady viene invitata ad un ballo dal nobile Edward Weston. Durante il ballo la giovane riempie di domande personali il nobile infastidendolo impudemente ma facendogli capire che desidera una vita fuori dal classico schema imposto dall'etichetta inglese e si fa invitare sul balcone del castello a cui solo le coppie legittimate avrebbero accesso. Tutta la storia ci viene presentata come se la Cacciatrice fosse la giovane donna che sa di dover uccidere il nobile vampiro ma solo alla fine scopriamo che al contrario il vampiro è lei e che il nobile è in realtà miss Elisabeth Weston, la quale ha scelto da tempo di vestirsi come un uomo per provare quella libertà che alle dame del suo tempo viene negata.

### Il mondo splendente
- Testi: David Fury
- Disegni: Steve Lieber
- Colori: Matthew Hollingsworth

Fine del XIX secolo. La Cacciatrice è una ragazza appartenente alla tribù dei Navajo ed uccide una vampira che, da viva, proveniva dalla sua stessa tribù anche se era una mezza sangue, essendo figlia di una indiana violentata da un soldato americano. Questa storia è in realtà raccontata anni dopo da un prete a Richard Wilkins, futuro fondatore e sindaco di Sunnydale proprio nel punto dove l'uomo vorrebbe fondare la nuova cittadina.

### Sonnenblume
- Testi: Ribecca Rand Kirshner
- Disegni: Mira Friedmann
- Colori: Mira Friedmann

Norimberga, Germania, 1938. Sonnenblume è una ragazzina di 14 anni che come tante sue coetanee viene educata nella propaganda nazista ed inserita nella gioventù hitleriana. Questa giovane Cacciatrice però non capisce ancora l'odio razziale e si reca ingenuamente a comprare il pane in un fornaio gestito da una famiglia ebrea. Dopo aver eliminato un vampiro durante una ronda notturna, Sonnenblume assiste all'arresto violento della famiglia ebrea da parte della polizia nazista e decide di correre in loro aiuto colpendo gli ufficiali nazisti e nascondendo in seguito la famiglia. In questo modo Sonnenblume ha deciso di combattere il male sotto qualunque forma.

### Nikki va giù!
- Testi: Dough Petrie
- Disegni: Gene Colan
- Colori: Dave Stewart

Harlem, New York 1970, il compagno della Cacciatrice, il poliziotto Li, viene ucciso da una banda di vampiri durante una retata nonostante Nikki fosse corsa in suo aiuto. Lei stessa perde conoscenza e, al suo risveglio, deve fuggire perché ritenuta responsabile. Indagando, scopre che il capo di questa banda di vampiri, specializzata in contrabbando di oggetti esoterici, si chiama Le Banc e si appresta a trafiggerlo con una balestra.

### Racconti
- Testi: Joss Whedon
- Disegni: Karl Moline
- Chine: Andy Owens
- Colori: Dave Stewart

Nella New York del futuro, Melaka Fray sgomina una banda di vampiri e poi forza uno scrigno dal quale fuoriesce un demone-scimmia che le ruba la falce e scappa via. Fray lo insegue per recuperare la falce ma il demone la conduce in un luogo dove troneggia il simbolo della falce stessa e dove Fray trova i diari degli Osservatori. La Cacciatrice, che fino a quel momento si era sentita sola, può finalmente leggere le imprese di chi la preceduta e comprendere ora il suo ruolo.
- Curiosità : la falce di Fray è chiaramente la stessa trovata da Buffy nella settima stagione ed usata da Willow per trasformare tutte le Potenziali in Cacciatrici attive.